# Херардо Ромеро
Херардо Ромеро (ісп. Gerardo Romero, 1906 — дата смерті невідома) — парагвайський футболіст, що грав на позиції нападника, зокрема, за клуб «Лібертад», а також національну збірну Парагваю.

## Клубна кар'єра
Виступав за команду «Лібертад» з Асунсьйона. 

## Виступи за збірну
1930 року дебютував в офіційних матчах у складі національної збірної Парагваю. Протягом кар'єри у національній команді провів у її формі 1 матч.
У складі збірної був учасником чемпіонату світу 1930 року в Уругваї, де допоміг своїй збірній перемогти Бельгію (1:0).